# 고부중학교
고부중학교(古阜中學校)는 대한민국 전북특별자치도 정읍시 고부면 관청리에 있는 공립 중학교이다.

## 학교 연혁
- 1952년 4월 2일 : 고부중학원 설립
- 1954년 5월 1일 : 고부중학교 설립(3학급 인가)
- 1978년 3월 1일 : 24학급 완성
- 1979년 3월 1일 : 고부여중 분리(20학급으로 감축)
- 1997년 3월 3일 : 3학급으로 감축
- 2007년 3월 1일 : 고부여중 통합
- 2023년 3월 1일 : 제27대 김동희 교장 부임
- 2024년 1월 3일 : 제70회 졸업식(졸업생 9명, 계 7,853명)

## 참고 자료
- 고부중학교 - 한국교육학술정보원 학교알리미